# Lars Boven
Lars Boven (Reutum, 13 agosto 2001) è un ciclista su strada e ciclocrossista olandese che corre per il team Alpecin-Deceuninck. Figlio dell'ex ciclista Jan Boven, nel 2022 ha vinto il Flanders Tomorrow Tour, gara a tappe belga.

## Palmarès

### Strada
- 2019 (Juniores)

Campionati olandesi, Prova a cronometro Junior
- 2020 (Jumbo-Visma Development Team, una vittoria)

3ª tappa Baltyk-Karkonosze Tour (Kożuchów > Osiecznica)
- 2021 (Jumbo-Visma Development Team, una vittoria)

Prologo Istrian Spring Trophy (Umago)
- 2022 (Jumbo-Visma Development Team, due vittorie)

2ª tappa Flanders Tomorrow Tour (Staden > Staden)
Classifica generale Flanders Tomorrow Tour

#### Altri successi
- 2018 (Juniores)

1ª tappa Tour du Pays de Vaud (Losanna, cronosquadre)
- 2021 (Jumbo-Visma Development Team)

Prologo Tour Alsace (Sausheim, cronosquadre)
- 2022 (Jumbo-Visma Development Team)

Classifica a punti Flanders Tomorrow Tour
2ª tappa Ronde de l'Isard (Bagnères-de-Bigorre, cronosquadre)
- 2023 (Jumbo-Visma Development Team)

Classifica a punti Olympia's Tour

### Cross
- 2017-2018

Kronborg Park Cross, Junior (Helsingør)
- 2018-2019

Scheldecross, 5ª prova DVV Verzekeringen Trofee Junior (Anversa)

## Piazzamenti

### Competizioni mondiali
- Campionati del mondo su strada

Yorkshire 2019 - Cronometro Junior: 7º
Yorkshire 2019 - In linea Junior: 38º
- Campionati del mondo di ciclocross

Bogense 2019 - Junior: 54º

### Competizioni europee
- Campionati europei su strada

Alkmaar 2019 - Cronometro Junior: 2º
Alkmaar 2019 - In linea Junior: ritirato
Anadia 2022 - Staffetta Under-23: 3º
Anadia 2022 - In linea Under-23: 96º
- Campionati europei di ciclocross

Rosmalen 2018 - Junior: 54º